# Biblioteca Națională a Slovaciei
Biblioteca Națională a Slovaciei (în slovacă Slovenská národná knižnica) este o instituție modernă științifică, culturală, informațională și educațională care servește toți cetățenii Slovaciei și utilizatorii din străinătate. Biblioteca Națională Slovacă este o bibliotecă de conservare și depozit a Slovaciei. SNL colectează, procesează profesional, stochează, protejează și face accesibile cu precădere documente slave naționale și străine (documente legate de Slovacia prin autor, limbă, loc de tipărire, temă). Fondurile și colecțiile Bibliotecii Naționale Slovace conțin 4,9 milioane de unități de bibliotecă, 1,7 milioane de documente de arhivă și mii de unități muzeale.
O parte a BNS sunt și muzee. Muzeul Literaturii colectează obiecte legate de literatura slovacă, pe care o prezintă ca o dezvoltare istorică a literaturii slovace. Muzeul este, de asemenea, implicat în prezentarea Cimitirului Național, o galerie de morminte ale personalităților remarcabile din viața culturală, științifică și națională slovacă. Muzeul Slav al lui Aleksandr Pușkin, situat în conacul familiei Pușkin din Brodzany, dedicat unuia dintre cei mai mari poeți ruși, documentează relațiile literare dintre literaturile slovacă și cele slave. SNL gestionează, de asemenea, biblioteca istorică a familiei Apponyi, situată în castelul Oponice.
Biblioteca Națională Slovacă a coordonat dezvoltarea sistemului bibliotecar al Republicii Slovace și asigură modernizarea serviciilor bibliotecare și informaționale. SNL cooperează direct cu instituții slovace și străine în soluționarea proiectelor internaționale. În 2010, SNL a devenit beneficiarul proiectului național Biblioteca Digitală și Arhiva Digitală (DIKDA), cofinanțat de Fondul European de Dezvoltare Regională (FEDR). Prin proiectul DIKDA, SNL pune la dispoziția publicului lucrări digitalizate din colecțiile sale.

## Misiune
Biblioteca Națională Slovacă, în conformitate cu Legea nr. 183/2000 cu modificările și completările ulterioare - Legea bibliotecilor, de la înființarea sa în 2000 (până în anul 2000 SNL a făcut parte din Matica slovenská), este Biblioteca Națională a Republicii Slovace și o instituție culturală, informațională, științifică și educațională de stat în domeniul bibliotecar, bibliografic, al muzeelor literare, al arhivelor literare și al activităților biografice. Fondatorul Bibliotecii Naționale Slovace este Ministerul Culturii al Republicii Slovace.
Misiunea SNL este ca, prin servicii bibliotecare și informaționale și tehnologia informației, să asigure accesul liber la informațiile distribuite pe toate tipurile de suport, să construiască, să protejeze și să pună la dispoziție fonduri și colecții bibliotecare, de arhivă și muzeale legate de documentarea dezvoltării literaturii slovace și a culturii cărții și, astfel, să satisfacă nevoile culturale, informaționale, de cercetare științifică și educaționale ale oamenilor.
Biblioteca Națională Slovacă:
- este o bibliotecă de conservare și biblioteca depozitară a Republicii Slovace
- colectează, procesează profesional, stochează, conservă și pune la dispoziție documente slave naționale și străine legate de Slovacia
- este agenția bibliografică națională, care coordonează sistemul bibliografic național, procesarea și accesul la bibliografia națională slovacă
- este un arhivă literară, muzeu literar și centru de documentare biografică, desfășurând cercetări, conservare și promovare a culturii și literaturii slovace
- este consilierul, coordonatorul, formatorul și institutul de statistică al sistemului bibliotecar
- este agenția națională pentru numerotarea standard internațională a documentelor și documentelor de identificare internațională (ISBN și ISMN)
- este un institut de standardizare și cercetare științifică al sistemului bibliotecar
- este sediul național pentru serviciul de împrumut interbibliotecar și serviciile internaționale de împrumut interbibliotecar
- gestionează și protejează documentele istorice de bibliotecă și fondurile istorice de bibliotecă
- comentează proiectul de declarație și casare a documentelor istorice de bibliotecă și a colecțiilor istorice de bibliotecă și stabilește valoarea acestora
- ține un registru central al documentelor istorice de bibliotecă și al fondurilor istorice de bibliotecă
- comentează cererea de acord pentru exportul permanent al unui document sau set de documente, care, datorită valorii sale excepționale, poate fi declarat document istoric de bibliotecă sau colecție istorică de bibliotecă
- este centrul național pentru domeniul restaurării, conservării, prezervării și digitalizării documentelor de bibliotecă
- gestionează Catalogul Colectiv al Bibliotecilor de monografii și coordonează cataloagele colective ale bibliotecilor.

## Servicii
Biblioteca Națională Slovacă oferă servicii bibliotecare și informaționale în sediul său din Martin sau servicii online:
- servicii de împrumut (inclusiv împrumut la domiciliu și utilizare în sala de lectură)
- servicii de împrumut interbibliotecar și internațional
- servicii de căutare și referințe informaționale
- săli de lectură (sala de studiu universală, multimedia, sala de lectură de microfilme, sălile de lectură ale Arhivei Literare și ale Institutului Național de Biografii)
- Centrul de Științe ale Informării
- acces / acces de la distanță la surse electronice de informații
- internet public
- Centrul de Informare în Materie de Brevete
- Wi-fi

## Cititori
Permisele de bibliotecă ale Bibliotecii Naționale Slovace sunt disponibile tuturor cetățenilor slovaci, începând cu vârsta de 15 ani. Cetățenii non-slovaci pot obține, de asemenea, un permis de bibliotecă cu carte de identitate, pașaport sau legitimație de student. Permisele de bibliotecă sunt valabile un an.